# محمدجواد آذری جهرمی
محمدجواد آذری جهرمی (زادهٔ ۲۵ شهریور ۱۳۶۰) سیاستمدار ایرانی است که در دولت دوازدهم سمت وزیر ارتباطات و فناوری اطلاعات را برعهده داشت. وی دانش‌آموختهٔ مقطع کارشناسی مهندسی برق از دانشگاه صنعت آب برق است و فعالیت شغلی خود را از سال ۱۳۸۴ به‌عنوان کارشناس فنی وزارت اطلاعات آغاز کرد. او از ۱۳۸۸ تا ۱۳۹۳ مدیرکل امنیت سامانه‌های ارتباطی سازمان تنظیم مقررات و ارتباطات رادیویی بود. او در سال آخر فعالیت دولت یازدهم، برای مدت کمتر از یک سال، از ۱۳۹۵ تا ۱۳۹۶ به‌عنوان معاون وزیر ارتباطات و فناوری اطلاعات (محمود واعظی) و مدیرعامل شرکت ارتباطات زیرساخت فعالیت می‌کرد. وی نخستین وزیر جمهوری اسلامی ایران است که پس از انقلاب ۱۳۵۷ متولد شده است. آذری جهرمی وزیر ارتباطات جمهوری اسلامی در زمان قطع اینترنت با هدف کشتار آبان ۹۸ ایران بود. در روز جمعه یکم آذر ۱۳۹۸ وزارت خزانه‌داری آمریکا محمدجواد آذری جهرمی را به دلیل اعمال قطع گسترده اینترنت در ایران، به فهرست تحریم‌ها افزود.

## زندگی
محمدجواد آذری جهرمی در ۲۵ شهریور ۱۳۶۰ در جهرم، استان فارس به دنیا آمد. وی دانش‌آموخته کارشناسی مهندسی برق قدرت از دانشگاه صنعت آب و برق است.
وی همچنین پس از پایان دوران وزارت خود، در مقطع کارشناسی ارشد مدیریت کسب‌وکار در دانشگاه علم و صنعت مشغول به تحصیل شد.
آذری جهرمی در سال ۱۳۸۷ پدر خود را از دست داده است و همچنین در سال ۱۳۸۳ با همسر خود ازدواج کرد و دارای ۳ فرزند به نام‌های سینا، محمد و علی است. در رابطه با شغل همسر آذری جهرمی صحبت‌های متفاوتی در جریان است، اما اطلاعات دقیق و درستی از جزئیات شغل همسر محمد جواد آذری جهرمی در دسترس نیست.

## طرح‌ها

### رجیستری
طرح رجیستری گوشی در سال ۱۳۸۵ برای اولین بار مطرح و اجرا شد که البته با مشکلاتی همراه بود و منجر به متوقف شدن این طرح در سال ۸۶ شد. بعد از آغاز گرانی‌های گوشی همراه، آذری جهرمی خبر از اجرای این طرح داد.
هدف از اجرای طرح رجیستری و شناسه‌دار کردن گوشی‌های همراه، مبارزه با قاچاق و واردات غیرقانونی آن‌ها اعلام شد که در حقیقت از واردات بدون پرداخت حقوق گمرکی این کالا جلوگیری می‌کند. پس از اجرایی شدن طرح رجیستری موبایل، گوشی‌هایی که به صورت قاچاق وارد ایران می‌شوند پس از ۳۰ روز دیگر خدمات اپراتورهای تلفن همراه را دریافت نمی‌کنند و از دسترس خارج می‌شوند. گفته می‌شد با اجرای این طرح امکان سرقت گوشی هم کاهش پیدا می‌کرد.
در نهایت طرح ثبت تلفن همراه (رجیستری) از تاریخ ۱۴ آذر ۱۳۹۶ با مشمول شدن برند آیفون اولین فاز اجرایی خود را شروع کرد. این طرح در مراحل بعدی برای برندهای موتورولا، هواوی، نوکیا، سونی، تکنو و در نهایت سامسونگ نیز انجام شد.
اجرای عجولانه این طرح در حالی که هنوز بازار واردات موبایل ساماندهی نشده بود در نهایت منجر به کاهش تعداد گوشی‌های موجود در بازار و افزایش یکباره قیمت آن شد و واکنش‌های بسیاری را برانگیخت.

#### گرانی گوشی همراه
در اولین ماه‌های مسئولیت آذری جهرمی در سال ۹۶، موج گران شدن گوشی تلفن همراه در ایران آغاز شد؛ جهرمی در توجیه برای گرانی گوشی افزایش قیمت ارز بود. وی مدعی شد که «قبلاً دلار ۳۹۰۰ تومان بود و امروز بیش از ۴۵۰۰ تومان است. همچنین آن زمان ارز مبادله‌ای ارائه می‌شد، اما اکنون تنها ارز آزاد داده می‌شود، بنابراین طبیعی است که افزایش قیمت گوشی داشته باشیم.» به دنبال این اظهار نظر آذری جهرمی و همچنین افزایش روزانه قیمت دلار، برای واردات گوشی، ارز دولتی یا همان ۳۷۰۰ تومان در نظر گرفته شد تا در نهایت گوشی ارزان به دست مردم برسد. عدم کنترل قیمت گوشی همراه باعث شد تا در نهایت تا پایان سال ۹۶، برای اولین بار رکورد افزایش قیمت گوشی شکسته شود. با توجیه آذری جهرمی برای افزایش قیمت دلار، دولت تصمیم به تخصیص ارز به واردات موبایل و انواع تجهیزات سخت‌افزاری گرفت. تلفن‌های همراه وارداتی تا سقف ۳۰۰ دلار جزء کالاهای گروه دوم قرار گرفت و دولت به واردکنندگان این نوع از گوشی‌ها، ارز ۴۲۰۰ تومانی تخصیص داد. به همین ترتیب گوشی‌های بالای ۳۰۰ که جزء کالاهای لوکس محسوب می‌شدند از طریق فرمول نرخ دلار ۴۲۰۰ تومانی به اضافه قیمت اظهارنامه صادراتی تأمین اعتبار می‌شدند.

#### اعتراضات
بعد از تخصیص ارز ۳۷۰۰ تومانی برای واردات گوشی همراه در سال ۹۶، قیمت گوشی به جای ثبات باز هم روند افزایشی به خود گرفت. از یک سو دولت دریافت ارز ۳۷۰۰ تومانی توسط وارد کنندگان را تأیید می‌کرد و از سوی دیگر فروشندگان موبایل اعلام کردند که گوشی‌های خود را به قیمت ارز آزاد خریداری می‌کنند.
قیمت گوشی و محصولات الکترونیکی مرتبط با این حوزه به‌صورت لحظه‌ای تغییر و همین عامل خریداران گوشی‌های هوشمند را دچار تردید کرده و باعث اعتراض فعالان حوزهٔ فروش گوشی شد تا جایی که در ۳ تیر ۹۷ تعدادی از مغازه‌داران بازار موبایل چارسو و پاساژ علاءالدین در تهران در اعتراض به افزایش نرخ دلار مغازه‌های خود را تعطیل کردند.
آذری جهرمی هم ساعاتی بعد خود را به محل اعتراضات رساند و می‌گوید که لازم است با سودجویی‌ها نیز برخورد جدی شود. وی بلافاصله در توییت دیگری وعده داد که اسامی ۴۰ شرکتی که ارز ۴۲۰۰ تومانی گرفته‌اند را اعلام می‌کند. بلافاصله لیست واردکنندگان موبایل با ارز دولتی منتشر و در توضیح آن آمد: رقم کل ارز اختصاص یافته به ۴۰ شرکت واردکننده موبایل ۲۲۰ میلیون و ۶۴۳ هزار و ۲۰۶ یورو را شامل می‌شود که تاکنون محموله‌هایی با مجموع رقم ۷۵ میلیون و ۲۸۳ هزار و ۸۶۰ یورو با عاملیت ۳۰ شرکت وارد کننده از گمرک ترخیص شده است.
سپس در مرداد ۹۷، فیض الله عرب سرخی در مورد دریافت ارز دولتی معادل ۲۶ میلیون دلار ۴۲۰۰ تومانی و اقدام به واردات ۱۲ هزار گوشی موبایل اپل توسط جریانی که وی آن‌ها را «یک گروه صاحب نفوذ» نامید، در توئیتر از آذری جهرمی خواهان توضیح و شفاف‌سازی شد. آذری جهرمی نیز در پاسخ اقدام به افشاگری پیرامون این مسئله کرد و گقت:
در لیست شرکت‌ها، شرکتی بود که حدود ۲۶ میلیون یورو برای واردات گوشی اپل ارز تخصیصی داشت. اما آن شرکت گوشی‌هایی وارد کرده بود که بخشی را در بازار گرانفروشی کرده بود و بخشی را احتکار. برای گرانفروشی جریمه و گوشی‌های احتکاری هنوز توقیفند و منتظر دستور قضایی رفع توقیف و عرضه به بازار.— آذری جهرمی

#### رانت واردات
سیاست تخصیص ارز دولتی برای واردات باعث ایجاد رانت بی‌سابقه در واردات شد که موبایل هم از آن مستثنی نماند. بررسی لیست شرکت‌های واردکننده گوشی نشان می‌داد از مجموعه ۴۰ شرکتی که ارز دولتی برای ثبت سفارش گوشی تلفن همراه دریافت کرده‌اند، ۱۰ شرکت هیچ وارداتی نداشته‌اند؛ اغلب شرکت‌ها نیز کمتر از ارزی که گرفته‌اند واردات انجام داده بودند. لیست واردات گوشی نشان می‌داد در سایه نبود نظارت از سوی وزارت ارتباطات، سفره بزرگ رانت واردات گوشی پیش روی تعدادی از واردکنندگان پهن بوده است. آذری جهرمی در پاسخ به موج مطالبه برای برخورد با متخلفان در واردات موبایل تنها گفت: اولین بازرسی تعزیراتی از یکی از شرکت‌های وارد کننده تلفن همراه صورت پذیرفت. شرکت مزبور حدود ۲۰ هزار گوشی آیفون وارد کرده که ۱۵ هزار تای آن را یکجا و با دو میلیون تومان گرانتر از معمول به یک شرکت واگذار کرده و ۵ هزار گوشی را در انبار موجود داشته است.

## وزارت ارتباطات و فناوری اطلاعات
او از سال ۱۳۸۴ وقتی تنها ۲۴ سال داشت به عنوان کارشناس فنی وزارت اطلاعات در دوران تصدی غلامحسین محسنی اژه ای بر مسند وزیر اطلاعات کارش را شروع کرد و تا سال ۸۸ در این حوزه فعال بود. از سال ۸۸ وقتی ۲۸ ساله شد به عنوان مدیرکل امنیت سیستم‌های ارتباطی سازمان تنظیم مقرات و ارتباطات وارد دوران مدیریتی شد و تا سال ۹۳ در این وزارت فعالت می‌کرد.
با معرفی آذری جهرمی به عنوان وزیر پیشنهادی ارتباطات و فناوری اطلاعات، ادعاهایی در خصوص حضور وی در بازجویی‌های فنی برخی از بازداشت شدگان وقایع سال ۱۳۸۸ منتشر شد. آذری ضمن تکذیب این خبر، آمادگی خود را برای جلسه حضوری با کسانی که گفته‌اند از آن‌ها بازجویی کرده، اعلام کرد. و در توئیتی نوشت: «هیچگاه شغل بنده بازجویی یا مشاوره فنی آن یا تفتیش منازل نبوده است».
حسن روحانی در مرداد ۱۳۹۶ آذری جهرمی را به عنوان وزیر پیشنهادی ارتباطات و فناوری اطلاعات در دولت دوازدهم به مجلس پیشنهاد کرد. وی در ۲۹ مرداد ۱۳۹۶ با کسب ۱۵۲ رأی موافق، (پایین‌ترین میزان رأی اعتماد مأخوذه در میان وزرای پیشنهادی دولت دوازدهم) ۱۲۰ رای مخالف، ۷ رای ممتنع و ۹ رای باطله، از مجموع ۲۸۸ رای ماخوذه، از سوی نمایندگان مجلس دهم، رأی اعتماد گرفت و به عنوان وزیر ارتباطات و فناوری اطلاعات انتخاب شد.
سید علی خامنه‌ای دربارهٔ انتخاب محمدجواد آذری جهرمی به وزیری با ابراز خرسندی از انتخاب یک «وزیر جوان»، خطاب به وی گفت:
«خداوند ان‌شاءالله کمکتان کند. انشاءالله آمدنِ شما در دولت، تجربهٔ موفقی باشد. واقعاً تشنهٔ همین تلاش جوانانهٔ جوان‌ها هستیم.»
وزارت دارایی آمریکا محمد جواد آذری جهرمی، وزیر ارتباطات ایران را به دلیل «نقشش در سانسور سراسری اینترنت» تحریم کرد.

### استیضاح آذری جهرمی
نمایندگان مجلس دهم و یازدهم بارها استیضاح آذری جهرمی را کلید زدند که آخرین پیگیری این استیضاح در خرداد ماه سال ۹۹ کلید خورد. بی‌توجهی به شبکه ملی اطلاعات، وضعیت مبهم پیام رسان‌های بومی، ضعف آنتن دهی تلفن‌های همراه و قطع مکرر ارتباطات تلفنی مردم، موتورهای جستجوگر داخلی و… دلایل نمایندگان مجلس یازدهم برای استیضاح آذری جهرمی بود.

### شنود مکالمات برخی از نمایندگان مجلس
حمیده زرآبادی نماینده مجلس دهم از افشای مکالمات تلفنی وی و اعضای خانواده‌اش دربارهٔ آذری جهرمی سخن گفت و شنود این مکالمات و همچنین انتشار نطق وی قبل از عمومی شدن آن را به آذری جهرمی نسبت داد؛ آذری جهرمی این ادعا را هرگز رد نکرد و همچنین نسبت به آن سکوت کرد.

### اختلاف با صدا و سیما بر سر فرکانس
آذری جهرمی بارها موضوع استفاده از فرکانس رادیویی ۷۰۰ و ۸۰۰ مگاهرتز برای افزایش سرعت اینترنت را مطرح کرده و مشکلات کندی سرعت اینترنت را عدم همکاری صدا و سیما در تخصیص این امواج عنوان نمود.
محمدجواد آذری جهرمی حتی با ارسال نامه‌ای به رئیس‌جمهور و ستاد ملی مقابله با کرونا، از دولت خواسته تا برای حل این اختلاف قدیمی پا پیش بگذارند تا بتواند با دراختیار گرفتن باندهای فرکانسی ۷۰۰ و ۸۰۰ برای ظرفیت سازی توسعه شبکه موبایل در شرایط کنونی استفاده کند.
اما امیرحسن نافذ مدیرکل نظارت و طیف فرکانس سازمان صدا و سیما و رئیس گروه مطالعاتی تلویزیون دیجیتال (WP6A) اتحادیه جهانی ارتباطات راه دور (ITU) و سایر کارشناسانم این حوزه، معتقد هستند که این امواج بسیار گران بوده و صدا و سیما برای پخش خود نیازمند این امواج است. نافذ در توضیح این مغلطه توسط وزارت ارتباطات گفت: نقدی که ما به آقایان داریم این است که در باندهای فرکانسی اختصاصی برای موبایل که شامل باندهای ۹۰۰، ۱۸۰۰، ۲۱۰۰، ۲۳۰۰، ۲۶۰۰ و ۳۵۰۰ می‌شود و می‌توانند آنها را تخصیص دهند بیش از ۳۰۰ مگاهرتز را به اپراتورها تخصیص نداده‌اند و این فضا خالی مانده است و بی‌دلیل به باندهای فرکانسی صدا و سیما هجوم آورده‌اند.

### احضار به دادسرای فرهنگ و رسانه
صبح روز اوّل بهمن ماه سال ۹۹ خبری مبنی بر احضار آذری جهرمی به دادسرا در رسانه‌ها منتشر شد. رسانه‌های منتسب به دولت، دلیل آن را خودداری از اجرای دستور فیلترینگ اینستاگرام اعلام کرده‌اند. اما دادستان کل کشور با اشاره به علت احضار وزیر ارتباطات و شایعات مطرح‌شده دربارهٔ آن، نسبت به نحوه انعکاس این موضوع و بی انصافی در این زمینه انتقاد کرد و گفت: اتهامات متعددی متوجه وزیر ارتباطات بوده و احضار آذری جهرمی به خاطر شکایت از وی بوده است. طبق قانون وزیر ارتباطات به دلیل پاره‌ای توضیحات در خصوص مسائل مختلف و شکایاتی که از بخش‌های مختلف شد و به دادسرای تهران ارجاع شده بود؛ به دادسرا احضار شد.
در نهایت همان روز هادیان، مدیر روابط عمومی وزارت ارتباطات در صفحه شخصی خود نوشت: آذری‌جهرمی امروز به دادسرای فرهنگ و رسانه احضار و در مورد اعلام جرم‌های دادستان کل کشور علیه او، توسط بازپرس پرونده بازجویی شده است. پس از استماع و اخذ پاسخ، بازپرس دستور آزادی وزیر ارتباطات با قرار التزام را صادر کرده و وی هم‌اکنون در محل کار حاضر است.

### قطعی ۱۰ روزه اینترنت
همزمان با آغاز اجرای طرح سهمیه‌بندی بنزین در ساعت ۲۴ آبان ماه ۹۸ و آغاز اعتراضات سراسری، شورای امنیت کشور به ریاست رحمانی فضلی وزیر کشور به وزارت ارتباطات دستور می‌دهد تا اقدام به محدود کردن اینترنت کند. اینترنت در ۲۵ آبان ماه ۹۸ و با یک روز تأخیر به صورت گسترده مسدود شد. این قطعی تا ۳ آذر ادامه داشت و مجری آن وزارت ارتباطات ایران بود. طی این واقعه اینترنت بین‌المللی از دسترس کاربران خارج شد و تنها شبکه ملی اطلاعات ایران قابل دسترس بود. هر چند نت بلاکس گزارش داد که میزان دسترسی اینترنت در ایران در اوج قطعی‌ها به ۴ درصد کاهش یافته‌بود.

### مخالفت با افزایش هزینه‌های اینترنت
در نیمه تیرماه ۱۳۹۹ دو اپراتور تلفن همراه در ایران اقدام به افزایش قیمت بسته‌های اینترنت به‌طور چشمگیری کردند که موجب ضرب الاجل ۱۰ روزه وزارت ارتباطات به آنها برای بازگشت تعرفه‌ها به قبل شد. اما با توجه به عدم بازگشت تعرفه‌ها در مهلت تعیین شده، دو اپراتور مذکور دو میلیارد جریمه شدند و نهایتاً تعرفه‌های اینترنت همراه به روال قبل بازگشت.
مجلس شورای اسلامی روز سه‌شنبه پنجم اسفندماه ۱۳۹۹ با مصوبه کمسیون تلفیق بودجه ۱۴۰۰ برای افزایش ۳ هزار میلیارد تومانی مالیات اپراتورها و اختصاص آن به برخی دستگاه‌ها از جمله صداوسیما موافقت کرد. محمدجواد آذری جهرمی وزیر ارتباطات هشدار داد که این مصوبه باعث افزایش چشمگیر قیمت اینترنت در سال آینده خواهد شد.

## تحریم
وزارت خزانه‌داری آمریکا طی بیانیه‌ای که روز جمعه یکم آذر ۱۳۹۸ صادر کرد محمدجواد آذری جهرمی را به دلیل اعمال سانسور گسترده اینترنت در ایران تحریم کرد. در بیانیه وزارت خزانه‌داری آمریکا، از آذری جهرمی به عنوان «کارمند سابق وزارت مخوف اطلاعات» یاد شده که مسئول قطع اینترنت ایران طی اعتراضات آبان ۱۳۹۸ و دی ماه ۱۳۹۶ بوده و در پیش‌برد «سیاست سرکوبگرانهٔ سانسور» رژیم ایران و «جاسوسی از فعالان مخالف» دست داشته است.
استیون منوچین، وزیر خزانه‌داری آمریکا در این باره گفت: «رهبران ایران می‌دانند که اینترنت آزاد و قابل دسترس برای همه، نامشروع بودن آنان را برملا می‌کند. در نتیجه، آن‌ها با هدف سرکوب اعتراضات مخالف رژیم، اینترنت را سانسور می‌کنند.» وی ادامه داد: «ما وزیر ارتباطات و فناوری اطلاعات ایران را به دلیل محدود کردن دسترسی به اینترنت، از جمله نرم‌افزارهای پیام‌رسانی محبوب که کمک می‌کنند ده‌ها میلیون ایرانی با هم و با جهان خارج در ارتباط باشند، تحریم می‌کنیم.»

## مسدودی تلگرام
پیام‌رسان تلگرام یکی از پیام‌رسان‌های خارجی بود که به دلیل رقیب نداشتن و همچنین ارائهٔ امکانات مطلوب پیام‌رسانی، مورد توجه تعداد زیادی از کاربران ایرانی قرار گرفته بود. تعداد کاربران ایرانی این پیام‌رسان در برهه‌ای از زمان به بیش از ۴۰ میلیون رسید. تا جایی که ۶۰ درصد از پهنای باند اینترنت کشور صرف تلگرام می‌شد.
دسترسی کاربران به این پیام‌رسان به دلیل عدم تعامل میان مدیران تلگرام و وزارت ارتباطات همواره با اختلالات جدی مواجه شده است. طی درگیری‌های خیابانی هشت دی ماه سال ۱۳۹۶ تلگرام به مدّت بیش از یک هفته از دسترس کاربران ایرانی خارج شد و بالاخره در تاریخ ۲۳ دی ماه ۱۳۹۶ مجدداً در دسترس قرار گرفت.
تلگرام در ۱۰ اردیبهشت ۹۷ مجدداً در ایران به دستور قضایی از دسترسی کاربران خارج شد. در این دستور ادّعا شده بود که تلگرام اقدام به فعالیت غیرقانونی و بی‌ضابطه در فضای مجازی کشور کرده و حتی عملیات تروریستی گروهک داعش در مجلس شورای اسلامی و مقبره روح‌الله خمینی در این فضا سازمان‌دهی شده است. در بخش دیگری از این دستور آمده بود: «با توجه به اینکه این شبکه به بستر امنی برای ارتکاب انواع جرائم تبدیل شده است و با عنایت به اینکه هزاران پروندهٔ مطروحه در این خصوص در دستگاه قضایی تشکیل شده و سرورهای این پیام‌رسان که ادله ارتکاب جرائم مذکور در آن نگهداری می‌شود، در خارج از کشور قرار داشته و غیرقابل دسترس است و مدیران این شبکه نیز هیچ‌گونه همکاری با مقامات قضایی و ضابطان دادگستری ندارند، پس دستور مسدودسازی تلگرام اعلام می‌شود.»
اگرچه در دستور قضایی دادستانی تهران آمده بود که تلگرام باید به گونه‌ای فیلتر شود که حتی با ابزارهایی شبیه فیلترشکن هم قابل دستیابی نباشد، امّا در همین زمان فروش وی‌پی‌ان‌ها و همچنین پروکسی‌ها برای دور زدن فیلترینگ تلگرام متوقف نشد و طبق آخرین آمار، تعداد کاربران تلگرام با وجود فیلترینگ به ۴۷ میلیون رسیده است. آذری جهرمی هم در چند جمله اعلام کرده بود که وزارت ارتباطات متولی فیلترینگ نیست!

### مذاکرات با تلگرام
اواخر اردیبهشت ماه ۹۷ روزنامه صبح نو گزارشی دربارهٔ مذاکره‌های پنهایی آذری جهرمی با پاول دوروف مدیر تلگرام منتشر کرد. در حالی که وزارت ارتباطات هزینه زیادی صرف خرید سرورهای شبکه توزیع محتوای پیام‌رسان تلگرام (CDN) کرده بود اما حسام‍ الدین آشنا، مشاور رئیس‌جمهوری خبر لغو استقرار سرورهای تلگرام در ایران را منتشر کرد. در این گزارش آمده بود که در نیمه نخست سال۹۴، پاول دوروف مدیر تلگرام در سفری به تهران می‌آید و با دولتی‌ها به مذاکره می‌نشیند. توافقات انجام، و بنابر ادعای دولتی‌ها قرار می‌شود کانال‌های مستهجن توسط تلگرام فیلتر شود اما ظاهراً در اعتراضات دی ماه ۹۶ مدیر تلگرام تقاضای ایران مبنی بر مسدودسازی کانال‌های تروریستی را بی‌جواب می‌گذارد. اگر تلگرام درخواست‌های ایران را قبول کرده بود، هرگز تلگرام فیلتر نمی‌شد.
آذری جهرمی در اظهار نظری این مذاکرات را تأیید کرد و آن را اتفاقی عادی و حاصل توافقات وزیر ارتباطات دولت یازدهم و تلگرام دانست اما گزارش دوم صبح نو ۵ ماه بعد منتشر شد که در سال ۹۴ مذاکره کننده اصلی با پاول دوروف واعظی نبوده و آذری جهرمی به عنوان نماینده ایران به مذاکره رفته است. اعلام این خبر موجی از اعتراضات را نسبت به آذری جهرمی برانگیخت چرا که وی با داشتن دو سمت غیررسمی یعنی عضو هیئت مدیره غیرموظف شرکت خدمات ارتباطی رایتل و عضو هیئت مدیره شرکت ارتباطات زیرساخت به عنوان نماینده ایران به مذاکره با نماینده تلگرام پرداخته است.

### سؤال مجلس دربارهٔ تلگرام
در ۲۲ خرداد ماه ۹۸ تعدادی از نمایندگان طرح سؤال از محمدجواد آذری جهرمی وزیر ارتباطات و فناوری اطلاعات را در مجلس کلید زدند. محور این سؤال، مذاکره با تلگرام، حمایت از دو پوسته ایرانی تلگرام، خسارت اقتصادی ناشی از دخالت دو کانال تلگرامی در بالابردن نرخ ارز و … بود. بی‌توجهی آذری جهرمی به این سؤال نمایندگان به یک تذکر کتبی منجر شد. یکی از نمایندگان اصلاح طلب مجلس مدعی شد که آذری جهرمی به خاطر پیگیری سؤال خانم حمیده زرآبادی دربارهٔ رصد اطلاعات هاتگرام و تلگرام طلایی توسط وزارت اطلاعات و ارتباطات، برای او پرونده امنیتی ساخته و به همین منظور زرآبادی از پیگیری سؤال خود انصراف داده است.

### تحقیق و تفحص از مذاکرات دولت با تلگرام
اواخر مهر ماه ۹۷ با پیگیری نصرالله پژمانفر، تحقیق و تفحص از مذاکرات با مدیر تلگرام با معرفی شخص آذری جهرمی کلید خورد که ۴۰ نماینده با آن همراهی کردند. آذری جهرمی هم به جای خود نماینده ای را برای پاسخگویی به سوالات نمایندگان به مجلس فرستاد اما نمایندگان مجلس در نهایت از توضیحات او هم قانع نشدند. نمایندگان بعد از این ماجرا درخواست اعمال ماده ۲۳۶ آیین‌نامه داخلی مجلس و استیضاح آذری جهرمی را داشتند که در نهایت طبق گفته یکی از نمایندگان، با لابی آذری جهرمی، این مسئله در صحن علنی مجلس رای نیاورد.

## مواضع و دیدگاه‌ها
- وی از حامیان افزایش سرعت اینترنت در ایران، حمایت از استارت‌آپ‌ها و کارآفرینان بوده و در مقاطع مختلف نسبت به سطوح اجرای فیلترینگ اعتراض کرده است، همین مسئله باعث تشکیل پرونده‌های قضایی علیه وی شد.[۶۱]

در تیر ۱۳۹۷، آذری جهرمی برای افشای نام شرکت‌های وارد کننده گوشی موبایل که مرتکب تخلف ارزی شده بودند، اعلام آمادگی کرد. سپس در مرداد ۹۷، فیض الله عرب سرخی در مورد دریافت ارز دولتی معادل ۲۶ میلیون دلار ۴۲۰۰ تومانی و اقدام به واردات ۱۲ هزار گوشی موبایل اپل توسط جریانی که وی آن‌ها را «یک گروه صاحب نفوذ» نامید، در توئیتر از آذری جهرمی خواهان توضیح و شفاف‌سازی شد. آذری جهرمی نیز در پاسخ اقدام به افشاگری پیرامون این مسئله کرد.
«در لیست شرکتها، شرکتی بود که حدود ۲۶ میلیون یورو برای واردات گوشی اپل ارز تخصیصی داشت. اما آن شرکت گوشی‌هایی وارد کرده بود که بخشی را در بازار گرانفروشی کرده بود و بخشی را احتکار. برای گرانفروشی جریمه و گوشی‌های احتکاری هنوز توقیفند و منتظر دستور قضایی رفع توقیف و عرضه به بازار.»
- وزارت وی، نخستین وزارتی بود که لیست کسانی را که ارز دولتی دریافت کرده‌اند، منتشر کرد.[۶۵]
- وی از هواداران متعصب تیم فوتبال پرسپولیس است به گونه ای که بارها از جایگاه حقوقی خود در هنگام تصدی وزارت ارتباطات جهت کمک و اعمال نفوذ برای آن تیم استفاده کرد؛ از جمله کمک بلاعوض ده میلیاردی شرکت‌های وب به پرسپولیس.[۶۶]
- آذری جهرمی در دوران وزارت خود دو کمیته بحران به موازات هم در مرکز ملی فضای مجازی و وزارت ارتباطات برای مقابله با تحریم‌های احتمالی آمریکا بر بستر اینترنت تشکیل داده است.[۶۷]
- آذری جهرمی اعلام کرد برخی دستگاه‌های دولتی از اتصال به سامانه‌ها خودداری می‌کنند، این در حالی است که اتصال به سامانه‌ها از فساد می‌کاهد. او گفت این اقدام آن‌ها جرم است و معضل را پیگیری خواهد کرد.[۶۸]
- آذری جهرمی در دوران تصدی وزارت ارتباطات نوید تحقق وعده‌هایی را تا پایان دوران وزارتش به مردم داد که علی‌رغم موفقیت نسبی برخی وعده‌ها اما بخشی از آنها محقق نشد، عبارتند از: ایجاد ۲۰ هزار شرکت کسب و کار نوپا در حوضه آی سی تی هزار شرکت متوسط صد شرکت بزرگ و ۵ شرکت بین‌المللی،[۶۹] مقابله با کلاه‌برداری‌های بر بستر خدمات ارزش افزوده تلفن همراه VAS,[۷۰] رفع فیلتر توییتر[۷۱] ، ورود شبکه 5G به ایران،[۷۲] دسترسی رایگان دانشجویان و دانش آموزان به اینترنت،[۷۳] دسترسی ۱۰۰٪ تمامی روستاها به شبکه اینترنت ثابت یا همراه (۹۸/۵٪ موفق)،[۷۴] دولت الکترونیک، توسعه شبکه پهن باند ثابت با فناوری VDSL در ایران[۷۵] و رفع مشکل کیفیت شبکه اینترنت ثابت[۷۶] ، راه اندازی پهپاد پستی، افزایش تعداد ماهواره‌های ساخت داخل از ۷ ماهواره به ۱۸ ماهواره ساخت ایران تا پایان سال ۹۹[۷۷]پرتاب ۵ ماهواره، پیاده‌سازی ابررایانه سیمرغ.[۷۸][۷۹]

## سوابق اجرایی
- کارشناس بخش معاونت فنی وزارت اطلاعات (۱۳۸۰ تا ۱۳۸۸) (در برهه از فعالیت آذری جهرمی در بخش معرفی وی در پرتال وزارت ارتباطات و اطلاعات حذف شده است[۸۰])
- مدیرکل امنیت سیستم‌های ارتباطی سازمان تنظیم مقررات (۱۳۸۸ تا ۱۳۹۳)
- عضو غیرموظف هیئت مدیره شرکت خدمات ارتباطی رایتل (۱۳۹۳ تا ۱۳۹۵)
- عضو هیئت مدیره شرکت ارتباطات زیرساخت (۱۳۹۳ تا ۱۳۹۵)
- معاون وزیر ارتباطات و فناوری اطلاعات (۱۳۹۵ تا ۱۳۹۶)[۸۱]
- کارشناس فنی وزارت اطلاعات از سال ۱۳۸۴تا ۱۳۸۸
- معاون وزیر ارتباطات و فناوری اطلاعات و رئیس هیئت مدیره شرکت ارتباطات زیرساخت از سال ۱۳۹۵
- عضو کمیسیون عالی تنظیم مقررات شورای عالی فضای مجازی
- عضو کمیسیون عالی ارتقای تولید محتوای شورای عالی فضای مجازی
- عضو ناظر کمیسیون تنظیم مقررات ارتباطات رادیویی عضویت در کمیته ارتباطات ستاد بحران کشور
- مجری طرح اجرای وظایف صیانتی و اجتماعی و فرهنگی در خصوص ارتباطات و فناوری ارتباطات
- مسئول کمیسیون مشترک ICT ایران و عراق
- مسئول کمیسیون مشترک ICT ایران و روسیه
- نماینده جمهوری اسلامی ایران در اجلاس APT

### رایتل
از سال ۹۳ مأموریت جدید به وی داده شد، او هم عضو هیئت مدیره شرکت ارتباطات زیرساخت و هم عضو غیرموظف هیئت مدیره شرکت خدمات ارتباطی رایتل شد و تا دو سال در این هیئت مشغول به کار بود و از سال ۱۳۹۵ ریاست هیئت مدیره و مدیرعامل شرکت ارتباطات زیرساخت را به‌دست گرفت.

## سابقهٔ اطلاعاتی و امنیتی
با معرفی آذری جهرمی به عنوان وزیر پیشنهادی ارتباطات و فناوری اطلاعات در دولت حسن روحانی، سخنانی دربارهٔ حضور وی در بازجویی‌های فنی برخی از بازداشت‌شدگان وقایع پس از انتخابات ریاست‌جمهوری سال ۱۳۸۸ منتشر شد. پس از اعلام نتایج انتخابات ریاست‌جمهوری سال ۱۳۸۸، هزاران معترض بازداشت شدند. بسیاری از بازداشت‌شدگان از رهبران، سیاستمداران و فعالان اصلاح‌طلب بودند که می‌گفتند در انتخابات، تقلب گسترده و سازمان‌دهی‌شده روی داده است. کمپین بین‌المللی حقوق بشر در ایران در گزارشی به حضور آذری جهرمی در جریان دستگیری و بازجویی حداقل پنج نفر از اعضای ستاد قیطریه وابسته به کمپین انتخاباتی میرحسین موسوی اشاره کرد. در این گزارش آمده که آذری جهرمی به همراه گروهی از مأموران وزارت اطلاعات در زمان بازداشت، ضمن حضور در محل سکونت آنان، اقدام به جمع‌آوری رایانه، تلفن همراه و سایر ابزاری‌های مرتبط با تکنولوژی کرده است. این گزارش همچنین اشاره می‌کرد که مکالمات منتقدان جمهوری اسلامی در این دوران شنود می‌شد و از همین روش، حاکمیت موفق به بازداشت برخی از معترضان شده بود. آذری جهرمی تأیید کرده است که در فاصلهٔ سال‌های ۱۳۸۸ تا ۱۳۹۲، اقدامات فنی برای نصب زیرساخت‌های شنود در وزارت اطلاعات به دست او انجام شده بود.
همچنین یک روزنامه‌نگار اهل ترکیه مدّعی شده است که محمدجواد آذری جهرمی، وزیر پیشین ارتباطات و فناوری اطلاعات ایران یک روز پیش از قتل مسعود مولوی با او تلفنی صحبت کرده و او را تهدید کرده بود. آذری جهرمی، با نام مستعار جواد ناظریان کارمند رسمی وزارت اطلاعات ایران بود.